# 1645 в Україні

## Особи

### Народились
- Саадет III Ґерай (1645—1695) — кримський хан у 1691 році.

### Померли
- 1 березня Станіслав Гроховський (? — 1645) — польський шляхтич, релігійний діяч, королівський секретар. Львівський латинський архієпископ з 1634 року.
- 10 листопада 1645 Ян Покорович (? — 1645) — львівський архітектор доби Ренесансу.
- Павло Ґродзицький (? — 1645) — польський архітектор і військовий інженер.
- Данилович Петро (1598—1645) — магнат, військовий та державний діяч Речі Посполитої.

## Засновані, зведені
- Костел Святої Трійці (Брухналь)
- Церква Покрови Пресвятої Богородиці (Залізці)
- Готичний реформатський храм (Четфалва)
- Білолуцьк
- Зарожне
- Захарівка (Вовчанський район)
- Зимогір'я
- Рибне (Тисменицький район)
- Савлуки
- Тетлега